# Movimento per l'Ulivo
Il Movimento per l'Ulivo (MpU) è stato un soggetto politico di centro-sinistra, nato nella primavera 1995 con il nome di Comitati per l'Italia che vogliamo (detti comunemente Comitati Prodi) a sostegno della candidatura a premier dell'economista Romano Prodi a capo della coalizione dell'Ulivo.

## Storia
Il "Comitato per l'Italia che vogliamo" venne fondato a Bologna da Prodi il 13 febbraio 1995 in via Caprarie 1. Secondo l'idea del professore, candidato in pectore della nascente coalizione di centrosinistra alle successive elezioni politiche, questo comitato costituì il centro di un sistema di altri comitati distribuiti sull'intero territorio nazionale. Essi avrebbero dovuto diffondere sull'intero territorio nazionale il programma dell'Ulivo e organizzare iniziative sul territorio. I comitati (ben presto rinominati "Comitati Prodi") traevano spunto anche dai Comitati Dossetti per la difesa della Costituzione, fondati l'anno prima da Giuseppe Dossetti. Se tuttavia questi ultimi erano limitati alla difesa della Carta costituzionale contro quello che veniva percepito come un attacco da parte del governo Berlusconi, i Comitati Prodi assunsero, secondo Stefano Ceccanti, una funzione di costruzione di un'alternativa politica.
Dopo un primo raduno nazionale avvenuto a Napoli nel giugno 1995, l'anno successivo, in vista delle elezioni, i Comitati entrarono nella lista Popolari per Prodi, insieme al Partito Popolare Italiano, al Südtiroler Volkspartei, al Partito Repubblicano Italiano, e all'Unione Democratica. Alle elezioni politiche del 1996 la lista otterrà il 6,8% dei voti nella quota proporzionale. Il Movimento per l'Ulivo elesse 8 deputati e 3 senatori, tutti nella quota maggioritaria sotto le insegne dell'Ulivo. Tra le proposte distintive dei Comitati prima delle elezioni vi fu quella di fare elezioni primarie per la scelta dei candidati del centro-sinistra nei singoli collegi: la proposta, che mirava, almeno nelle intenzioni, a favorire i candidati civici a scapito di quelli dei partiti, non sarà tuttavia accolta.
Dopo le elezioni, il 1 ottobre 1996 i comitati vennero rinominati in Comitati per l'Ulivo, mentre la Coordinatrice nazionale divenne Marina Magistrelli. Nel 1998 poi la galassia dei comitati venne riorganizzata sotto il nome di Movimento per L'Ulivo, che quell'anno avviò anche un proprio tesseramento.
In occasione delle elezioni europee del 1999 l'MpU aderì alla lista de I Democratici, pur lasciando libertà di voto agli iscritti al Movimento membri di altri partiti della coalizione di centrosinistra.
Il ruolo dei comitati andrà via via diminuendo negli anni successivi. Se nel 2002 tenteranno di rivendicare un proprio ruolo autonomo nel processo di istituzionalizzazione della coalizione, vennero successivamente accantonati col passaggio dalla coalizione dell'Ulivo al "partito dell'Ulivo", che porterà alla lista Uniti nell'Ulivo nel 2004 e nel 2006 e infine alla fondazione del Partito Democratico nel 2007.

## Organizzazione
La galassia dei comitati costituì, secondo il giurista Roberto Cerchi, una sorta di party on the ground della coalizione. La struttura organizzativa fu orizzontale: ciascun comitato era autonomo e autofinanziato. Fondati autonomamente dai cittadini, il centro si limitava a "registrarli", ponendo, come unico limite, un numero massimo di 30 iscritti per comitato. L'unico accenno di struttura organizzativa verticale furono i responsabili regionali, decisi dal centro, che avevano però solo un ruolo di sostegno ai comitati locali. Dal canto loro questi ultimi non avevano però nessun potere di nomina di vertici nazionali o di determinare indirizzi politici: la loro azione era limitata all'arena locale.
La natura di questa galassia fu dunque intenzionalmente movimentistica, basata molto sul rapporto con associazioni d'area, ma anche semplicemente su mailing list e blog personali. Un ruolo centrale fu giocato inoltre dai siti internet www.ulivo.it e soprattutto www.perlulivo.it: quest'ultimo sarà negli anni successivi il primo sito di un partito politico italiano (assieme a quello della Lista Pannella-Riformatori) a permettere una seppure embrionale partecipazione, attraverso l'invio di suggerimenti e disponibilità ad aderire ai comitati. Sempre sullo stesso sito vi sarà il tentativo, poi arenatosi, di costituire una "geocities italiana".